# Retnje
Retnje – wieś w Słowenii, w gminie Tržič. W 2018 roku liczyła 273 mieszkańców.